# Máximo Jerez Tellería

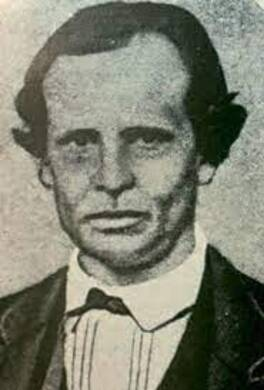
Máximo Jerez

Máximo Jerez Tellería (* 1818 in León (Nicaragua); † 1881 in Washington, D.C.) war Außenminister von Nicaragua.

## Leben
Máximo Jerez Tellería war ein vorrangiger liberaler Denker in der Geschichte Nicaraguas.
Der leidenschaftliche Verfechter einer politischen und wirtschaftlichen Einheit Zentralamerikas war Mitglied der Partido Democrático.
Fruto Chamorro Pérez hatte, nachdem er 1853 Supremo Director geworden war, Máximo Jerez Tellería, Francisco Castellón Sanabria, Mateo Pineda und José María Valle alias El Chelón, Mitglieder der Partido Democrático nach Honduras ausgewiesen. Diese Gruppe bewaffnete sich in Honduras mit Unterstützung des Präsidenten José Trinidad Cabañas und kehrte über die Isla del Tigre im Golf von Fonseca mit einem US-Dampfer mit Kapitän Gilbert Morton, am 5. Mai 1854 nach El Realejo zurück. Die Gruppe marschierte auf León. Fruto Chamorro Pérez flüchtete aus der Hochburg der Liberalen León nach Granada (Nicaragua) und wollte auch den Regierungssitz dorthin verlegen lassen. Im Oktober 1854 schloss Francisco Castellón Sanabria einen Contract mit dem US-Militärdienstleister Byron Cole, demzufolge der Einsatz von 200 Söldnern vereinbart wurde, welche im Juni 1855 von William Walker angeführt wurden.
Im Kabinett von Rivas vom 30. Oktober 1855 war Máximo Jerez Tellería, Kriegsminister. Máximo Jerez Tellería war Außenminister in der Regierung von Patricio Rivas, welche durch Walker kontrolliert wurde.
Bei den Präsidentschaftswahlen 1856 errang keiner der drei Kandidaten (Máximo Jerez, Trinidad Salazar und Patricio Rivas) eine Mehrheit. Die Legislative schien sich für Máximo Jerez Tellería als Präsident zu entscheiden. Entsprechend dem Willen von Walker kündete Patricio Rivas Neuwahlen für den 10. März 1856 an.
Am 25. Juni 1856 erklärte Patricio Rivas, William Walker per Gesetz zum Verräter und Feind von Nicaragua. Auch Máximo Jerez Tellería erkannte demütig seinen Fehler. Am 14. Juni 1856 wandte sich Máximo Jerez Tellería als Außenminister von Chinandega an die Regierung von Guatemala und bat um die Bedingungen für einen gemeinsamen Kampf gegen Walker.
Am 23. Januar 1857 wurde mit Tomás Martínez Guerrero von der Partido Legitimista vom 24. Juni 1857 bis zum 15. November 1857 ein Duumvirat vereinbart.
Am 15. April 1858 unterzeichnete Máximo Jerez Tellería als Bevollmächtigter in Costa Rica den Tratado Cañas-Jerez über den Grenzverlauf zwischen den beiden Länder. Der Bevollmächtigte von Costa Rica war José María Cañas Escamilla.
1876 organisierte er von El Salvador aus eine Freischärlergruppe um die Regierung von Pedro Joaquín Chamorro y Alfaro Partido Legitimista zu stürzen, welche scheiterte.

## Ehrungen
In der Stadt León gibt es eine Statue zu seinen Ehren.